# Djurgårdsteatern
Djurgårdsteatern (Svedese per "Teatro Djurgården"), era un teatro storico svedese, attivo a Djurgården, Stoccolma tra il 1801 e il 1929 (dal 1863 in un nuovo edificio). Era l'unico teatro di Stoccolma al di fuori dei teatri reali durante il monopolio dei teatri reali tra il 1799 e il 1842 ed ha anche svolto un ruolo importante nell'abolizione di questo monopolio reale. Fino al 1842 era un "teatro estivo", ma in seguito divenne un teatro aperto tutto l'anno e importante, chiamato "teatro del popolo". Era descritto come un edificio in legno con lo stesso aspetto esterno di un fienile ed era dipinto di giallo.

## Storia
Nel 1795 Abraham de Broen (1759–1804), attore del Teatro Reale Drammatico, chiese il permesso di costruire e gestire un teatro e fu concesso a lui stesso, a sua moglie e ai loro figli un privilegio teatrale finché desiderava usarlo. Nel 1798 fu stabilito un nuovo monopolio del teatro, che vietò tutti i teatri tranne quelli reali all'interno del confine cittadino di Stoccolma.
Quando il Djurgårdsteatern fu aperto nel 1801, tuttavia, si trovava a Djurgården, all'epoca un'isola fuori dalla città stessa, e inoltre non era quello che veniva considerato un "vero teatro";  veniva infatti chiamato e considerato un "teatro estivo", attivo solo d'estate e spesso chiamato "Il palcoscenico estivo". In tal modo non poteva minacciare il monopolio reale.
Il personale del teatro veniva descritto come "ex lacchè e cameriere" ed il teatro stesso era spesso utilizzato come palcoscenico per le compagnie teatrali itineranti che passavano per Stoccolma, ma molti degli attori del Teatro Reale Drammatico e dell'Opera reale svedese si sono esibiti come ospiti, debuttando e iniziando la loro carriera qui. Anche gli attori del Djurgårsteatern sono stati in tournée nel paese. Veniva descritto come un teatro più piccolo, più informale e meno acuto. Dopo la morte di Abraham de Broen, fu gestito dalla vedova Maria Elisabeth Grundt e da suo figlio, l'attore Isaac de Broen.
Negli anni '30 dell'Ottocento, il Djurgårdsteatern entrò in una nuova era quando divenne il luogo dell'abolizione del privilegio del teatro reale a Stoccolma. Dopo il grande sciopero teatrale al Teatro Reale Drammatico della coppia di attori Ulrik Torsslow e Sara Torsslow nel 1834, la coppia Torsslow lasciò il teatro reale insieme a molte altre star, che iniziarono ad esibirsi nel Djurgårdsteatern in estate e alla Kirsteinska huset, una casa da concerti, d'inverno. Il direttore del teatro Djurgården, il cognato di Isaac de Broen, Karl Wildner, sposato con Debora Aurora de Broen, trasferito poi il vecchio privilegio teatrale della famiglia de Broen a Torsslow e Pierre Deland, che lavorò all'abolizione del vecchio regolamento teatrale. Nella stagione 1841-1842 Torsslow dichiarò che avrebbe iniziato ad esibirsi al Djurgårsteatern anche d'inverno, indipendentemente dal fatto che fosse stato fermato o meno e poiché il governo non desiderava fermarlo, il vecchio regolamento fu formalmente abolito nel 1842. Ciò portò rapidamente alla creazione di diversi nuovi teatri, come il Mindre teatern (o Nya teatern) nel 1842, il Södra Teatern (1852) e il Ladugårdslandsteatern (1856).
Nel 1863 il Djurgårdsteatern andò a fuoco e il privilegio di de Broen fu abolito, ma fu ricostruito di nuovo nel 1866-67 e continuò la sua attività fino a quando non andò nuovamente a fuoco nel 1929.

## Direttori
- 1801-1804: Abraham de Broen
- 1804-1809: Maria Elisabet de Broen (vedova di Abramo)
- 1809-1814: Isaac de Broen (figlio di Maria Elisabet)
- 1814-1815: Christina Margareta Cederberg (vedova di Isacco)
- 1815-1835: Karl Wildner (sposato con la sorella di Isaac, Debora Aurora de Broen)
- 1835-1837: Pierre Deland (genero di Isacco)
- 1835-1849: Ulrik Torsslow (1835-37 insieme a Deland)
- 1849-1861: Pierre Deland (secondo mandato)